# Wojciech Jankowski
Wojciech Jankowski   (Płock, 1 d'abril de 1963) és un remer polonès, ja retirat, que va competir durant les dècades de 1980 i 1990.
El 1988 va prendre part en els Jocs Olímpics d'Estiu de Seül, on fou novè en la prova del dos amb timoner del programa de rem. Quatre anys més tard, als Jocs de Barcelona, va guanyar la medalla de bronze en la prova del quatre amb timoner, mentre el 1996, als Jocs d'Atlanta, fou dotzè en la prova del quatre sense timoner del programa de rem.
En el seu palmarès també destaquen tres medalles al Campionat del món de rem, una de plata i dues de bronze, entre les edicions de 1991 i 1995.
Una vegada retirat passà a exercir d'entrenador de la selecció nacional polonesa. El 2009 va rebre la Creu de Cavaller de l'Orde Polònia Restituta.